# كازويا إواكورا
كازويا إواكورا (باليابانية: 岩倉 一弥) (26 أبريل 1985 في توياما في اليابان – )؛ هو لاعب كرة قدم ياباني سابق كان يلعب كمدافع.

## وصلات خارجية
- كازويا إواكورا على موقع رابطة كرة القدم اليابانية للمحترفين (اليابانية)
- كازويا إواكورا على موقع قاعدة بيانات كرة القدم.إي يو (الإنجليزية)
- كازويا إواكورا على موقع Soccerway.com (الإنجليزية)
- كازويا إواكورا على موقع عالم كرة القدم.نت (الإنجليزية)